# Австрия на летних Олимпийских играх 1908
Спортсмены из австрийской части Австро-Венгрии на летних Олимпийских играх 1908 смогли завоевать одну бронзовую медаль

## Медалисты
| Медаль | Спортсмен | Вид спорта | Дисциплина                    |
| ------ | --------- | ---------- | ----------------------------- |
| Бронза | Отто Шефф | Плавание   | Мужчины, 400 м вольным стилем |